# Sheila Lerwill
Sheila W. Alexander, coniugata Lerwill (Londra, 16 agosto 1928), è un'ex altista britannica, vincitrice della medaglia d'argento ai Giochi olimpici di Helsinki nel 1952.

## Biografia
Ai giochi del Commonwealth del 1954 giunse quarta nella disciplina di salto in alto.
Alle olimpiadi del 1952 vinse la medaglia d'argento, era data per favorita ma venne superata da Esther Brand, a cui andò la medaglia d'oro, al terzo tentativo.

## Palmarès
| Anno | Manifestazione            | Sede     | Evento        | Risultato | Prestazione | Note |
| ---- | ------------------------- | -------- | ------------- | --------- | ----------- | ---- |
| 1952 | Giochi della XV Olimpiade | Helsinki | Salto in alto | Argento   | 1,65        |      |